# メルセデス・ベンツ・W213
W213/S213/C238/A238は、メルセデス・ベンツの5代目Eクラスを指すコードネームである。なお頭文字は“W”がセダン、“S”がステーションワゴン、“C”がクーペ、“A”がカブリオレをそれぞれ表す。主に日本国内での情報を記す。

## 概要

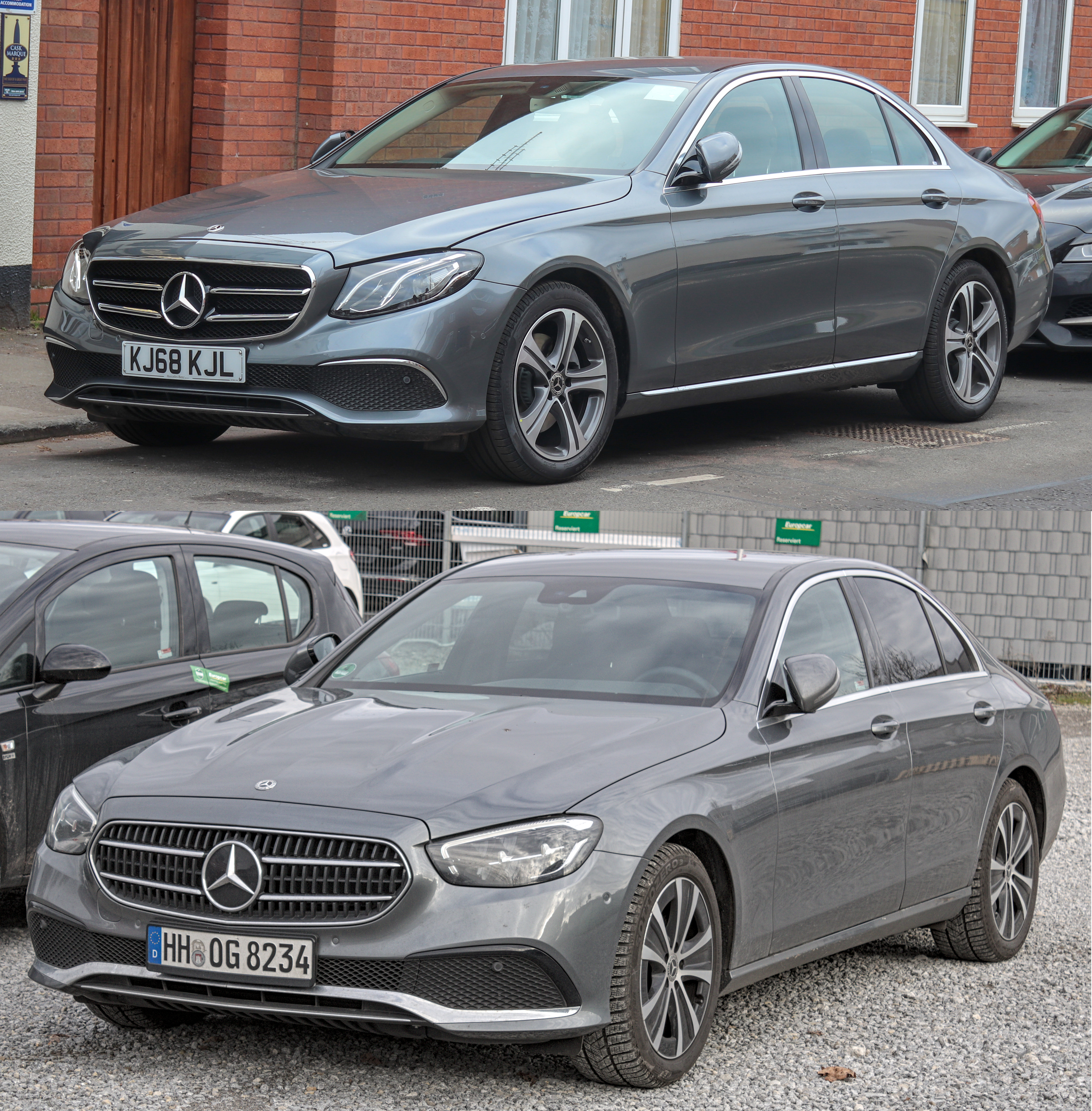
前期型（上側）と後期型（下側）

2016年、北米国際オートショーで正式デビューした。
日本国内では、同年の7月27日にセダンのデリバリーを開始したことを皮切りに、同年11月29日にはステーションワゴン、2017年5月31日にはクーペのデリバリーも開始した。日本におけるプロモーションでは、「未来型Eクラス」としている。
シートの座面の長さがドイツ本国仕様と異なり、フロントが4センチほど長く、リアは2センチほど短い（同じ右ハンドルのインドとも異なる）。
ステアリング仕様に関しては、セダンはAMGモデル以外当初、全モデル右ハンドルのみの設定であったが、のちにE400 4MATIC エクスクルーシブのみ、左ハンドルも選べるようになった。ステーションワゴンは、ステアリング仕様の選択が可能なE400 4MATIC ステーションワゴン エクスクルーシブ以外のモデルは右ハンドル仕様のみとなる。今まで、4MATIC仕様車は 左ハンドルのみの設定であったが、このW213型Eクラスから右ハンドルも選べるようになった。
また、E400 4MATIC エクスクルーシブには、メルセデスで初設定となるマルチチャンバーエアサスペンション「AIR BODY CONTROL」を、Mercedes-AMG E43 4MATICには「AIR BODY CONTROL」をベースに、ネガティブキャンバーの拡大やエアスプリングとダンパーの強化を行い、スポーツ走行に応じたセッティングに専用開発した「AMG RIDE CONTROL スポーツサスペンション」を採用。これ以外のモデルには、「AGILITY CONTROLサスペンション」が採用される。ステーションワゴンはこれらのサスペンションに加え、全車に電子制御式セルフレベリング機構を備えたリアエアサスペンションが追加される。
以前より自動運転に一歩近づいた「インテリジェントドライブ」や メーターの表示モードを「スポーティ」「クラシック」「プログレッシブ」の3つから選ぶことができ、W222型Sクラスよりも進歩した「12.3インチコックピットディスプレイ」、片側84個・両側168個の「マルチビームLEDヘッドライト」、64色から選べる「アンビエントライト」などが当代の魅力として挙げられている。
当代からエレクトリックキーのデザインが変更となり、従来のキーと比べ、先進的なデザインとなった。また、キーレススタートボタンの形状・場所が変更となり、従来のスタートボタンと比べ、モダンで上質なデザインとなった。同時に、ボタンが配置される場所も変更となり、右ハンドル仕様ではステアリングホイールの右側から左側へ変更となった。
安全装備では、車間距離をキープし車線維持もサポートする「ディストロニック&ステアリングパイロット」や、約60km/hまでから衝突を回避できるようになった高性能のステレオマルチパーパスカメラやレーダーセンサーなどで検知する「アクティブブレーキアシスト」など、今までの装備よりも精度が上がったものや、車線変更をアシストする「アクティブレーンチェンジングアシスト」や緊急時のステアリング回避をアシストする「緊急回避補助システム」など新たに設定された装備も数多くある。この最先端の技術を全モデルに「レーダーセーフティーパッケージ」として標準装備した。
燃費性能も大幅に向上され、セダンとステーションワゴンのE220 dは「平成32年度燃費基準+30%」、セダンとステーションワゴンのE200・E250は「平成27年度燃費基準+20%」、セダンのE400 4MATIC、ステーションワゴンのE200 4MATIC・Mercedes-AMG E43 4MATIC、クーペのE200・E300は「平成27年度燃費基準+10%」、セダンのE200 4MATIC・Mercedes-AMG E43 4MATIC、ステーションワゴンのE400 4MATICは「平成27年度燃費基準+5%」、クーペのE400は「平成27年度燃費基準」をそれぞれ達成。また、日本に導入された全モデルには9速ATが採用されたが、海外では6速マニュアルミッションを搭載したモデル(E200)も存在した。2020年からはV6エンジンに代わり、ベンツとしては20年ぶりとなる直列6気筒エンジンを搭載するグレードがラインナップされた。
今回、CクラスやSクラスとの共通プラットフォーム「MRA」が導入され、アルミニウムの多用で旧型と比べ約40kgの軽量化を図った。
ステーションワゴンにおいては、リアサスペンションの取付位置を専用設計とし、後席は40:20:40の3分割可倒方式を採用。後席バックレストはラゲッジルーム左右または後席左右のスイッチ操作で倒すことができ、すべて倒した場合、VDA方式で最大1,820Lの大容量スペースが出現する。テールゲートにはEASY-PACK自動開閉テールゲートを全車に標準装備しており、運転席やエレクトロニックキーのスイッチ操作で自動開閉、テールゲート部のスイッチ操作でオートクローズや任意の角度で止めることが可能である。また、両手がふさがっている時にリアバンパーの下側に足を近づけることでテールゲートを開閉する「フットトランクオープナー（テールゲート自動開閉機能）」も備える。
クーペにおいては、ダイヤモンドグリルとパワードームを備えたボンネットで構成されたフロントビューとし、サイドビューはAピラーをフロントセクションから低く立ち上げ、高い位置に配したベルトラインとサッシュレスドアによりメルセデスクーペ伝統のプロポーションを形成しており、特に、リアのショルダー部に関しては従来のリアホイールアーチの後ろまで長く伸びたドロッピングラインではなく、なだらかな曲面のみで表現しており、ベルトラインも控えめとなった。リアビューはクーペ特有のデザインである水平にトランクリッドまで伸びた2分割構造のLEDリアコンビネーションランプを採用しており、夜間にリモコンキーで開錠するときに車幅灯が約3秒間青く点灯してドライバーを迎える「カミングホームファンクション」はクーペのみ、フロントのみだけでなくリアにも同じ機能が追加されており、リアコンビネーションランプのLEDが車体中央側から外側に向けて順次点灯され、施錠時には反対方向（外側から車体中央側に向けて順次）に点灯する。カブリオレは、ソフトトップを閉じた時のデザインがクーペに準じられている。

## 年表
2016年－2020年秋までが前期型、2020年秋以降が後期型となる。2018－2019年を境に中期型という表現も使われる。
2016年7月27日
日本市場でセダンがフルモデルチェンジ。発表会は、民間企業としては初となる赤坂にある迎賓館で行われた。2L直噴4気筒ガソリンエンジンを搭載した「E200 アバンギャルド」「E200 アバンギャルド スポーツ」を販売開始。また、「E200 4MATIC アバンギャルド」「E220 d アバンギャルド」「E220 d アバンギャルド スポーツ」「E250 アバンギャルド スポーツ」「E400 4MATIC エクスクルーシブ」も同年秋以降にデリバリーを開始することが発表された。ステーションワゴンとクーペ・カブリオレはこのときフルモデルチェンジせず、メルセデス・ベンツ・W212が継続して発売された。
2016年10月6日
「メルセデス AMG E43 4MATIC」の追加を発表（同日より注文受付開始、10月下旬以降納車開始）。
3.0L V6・直噴ツインターボエンジンのM276型を搭載した。このエンジンはクランクケースとシリンダーヘッドにアルミニウム合金を用いて軽量化を図り、シリンダーウォールにスチールカーボン材を溶射コーティングすることで摩擦損失を大幅に低減するNANOSLIDE加工がなされていた。前後トルク配分を31:69とリア寄りのトルク配分とした四輪駆動システム「AMG 4MATIC」を搭載。外観はダイヤモンドグリルとシングルルーバーの専用フロントグリル、Eクラスでは初めてとなる20インチ大径ホイール、ハイグロスブラックパーツを採用。内装は専用インテリアトリムとナッパレザーのシートを採用している。
2016年秋頃
E400 4MATIC エクスクルーシブ（セダン、ワゴン）の発売開始。3.5L V6直噴ツインターボエンジンを搭載した。フロントに2つ、リアに3つのサイズの異なるチャンバーを備え、これによりサスペンションの硬さを3段階に調整し、コーナーでの堅さ制御や悪路での高さ変更などが可能なエアサスペンション「AIR BODY CONTROL」を装備した。
2016年11月29日
日本市場でステーションワゴンがフルモデルチェンジ。併せて、今まで右ハンドルのみの設定であった、E400 4MATIC エクスクルーシブ に左ハンドルが、左ハンドルのみの設定であった、Mercedes-AMG E43 4MATIC に右ハンドルが合わせて設定された。
2017年5月31日
日本市場でクーペがフルモデルチェンジ。
同日、セダンに「メルセデスAMG E63 S 4MATIC+」を発売。エンジンには、スポーツカーメルセデスAMG・GTと基本設計を共通とする4.0L V8直噴ツインターボエンジンM177型を搭載し、排気量をダウンサイジングしながらも最高出力を27PS（20kW）、最大トルクを50Nmそれぞれ向上。併せて、「Comfort」モードで走行中、エンジン回転数が1,000～3,250回転の間で低負荷の場合には4つのシリンダーを休止することで燃料消費量とCO2排出量を低減する気筒休止機能「AMGシリンダーマネジメント」も備えている。4輪駆動システムには、前後のトルク配分を前50:後50から前0:後100の範囲で可変トルク配分を行い、駆動配分を完全後輪駆動にすることでサーキット走行時などにおいてドライバーの意のままに操ることが可能な「ドリフトモード」を備えたパフォーマンス志向の「AMG 4MATIC +」を採用。トランスミッションはトルクコンバーターの代わりに湿式多板クラッチを採用した63シリーズでは初となる9速AT「AMGスピードシフトMCT」を搭載。
外観はメルセデスAMGのセダンでは初となる、ボンネットをフェンダーとバンパーの内側にはめ込んだクーペ寄りのデザインを採用しており、AMGロゴをあしらったシルバークロームのツインルーバーと縦向きのブラックフィンで構成されたフロントグリルやマットブラックペイント20インチAMGクロススポークアルミホイール（鍛造）を採用し、サイドフェンダーには「V8 BITURBO 4MATIC+」と立体的に示したシルバークロームのアローシェイプの装飾を施した。内装はリム下部をフラットな形状とし、タッチコントロールボタンとパドルシフトを備えた「AMGパフォーマンスステアリングホイール」を採用。運転席と助手席は高速走行時での乗員の保持性を高めるためラテラルサポートを強化し、シートカバーレイアウトには3種類（ブラック・ナッツブラウン・マキアート）のナッパレザーを設定した。
2017年8月24日
日本市場でセダンとステーションワゴンを一部改良し、同時に、セダンにEクラスでは初となるプラグインハイブリッドモデル「E350 e アバンギャルド スポーツ」を追加発売（AMGモデルは9月以降順次納車を開始）。
安心安全サービス・快適サービス・おもてなしサービスの3つのサービスカテゴリーで構成されたテレマティクスサービス「Mercedes me connect（メルセデス ミー コネクト）」を全グレードに標準装備。
セダンは「E200 アバンギャルド スポーツ」と「E220 d アバンギャルド スポーツ」にオプション設定されているレザーパッケージにヘッドアップディスプレイを追加。「E250 アバンギャルド スポーツ」はヘッドアップディスプレイを標準装備し、センタートリムを木目調デザインに変更。「E400 4MATIC エクスクルーシブ」は放射状に広がる18インチマルチスポークアルミホイールを設定し、インテリアトリムとセンタートリムを木目調デザインに変更。ヘッドアップディスプレイを標準装備し、オプション設定のエクスクルーシブパッケージにシートベンチレーターを追加。「メルセデスAMG E43 4MATIC」は新パッケージオプションとして、前席のシートベンチレーターとアクティブマルチコントロールシートバックで構成されるエクスクルーシブパッケージを設定した。
ステーションワゴンは「E250 ステーションワゴン アバンギャルド スポーツ（本革仕様を含む）」はセダン同様にセンタートリムを木目調デザインに変更。「E400 4MATIC ステーションワゴン エクスクルーシブ」はセダン同様にアルミホイールとトリム類（インテリア・センター）のデザインを変更し、シートベンチレーターを標準装備。「メルセデスAMG E43 4MATIC ステーションワゴン」はセダン同様にパッケージオプションのエクスクルーシブパッケージを設定した。
セダンに追加した「E350 e アバンギャルド スポーツ」は2.0L・直4直噴ターボエンジンとブースト機能を備えた電気モーターを組み合わせており、システム全体で最高出力286PS（210kW）、最大トルク550Nmを発生する。走行モードは、走行環境やバッテリー残量に応じてエンジンと電気モーターを併用し、電気モーターのブースト機能で加速感を得ることも可能な「HYBRID」、電気モーターのみの単独走行を行う「E-MODE」、その時点でのバッテリーの充電レベルを維持する「E-SAVE」、走行しながら回生ブレーキなどで充電を行う「CHARGE」の4つを備えている。「Mercedes me connect」にも専用機能が追加されており、スマートフォンでバッテリーの充電状況や渡航可能距離の確認が可能な「リモート車両確認」と、スマートフォンでエアコンを作動させることが可能な「プレエアコンディショニング」が装備される。
2017年8月25日
「メルセデスAMG E63 S 4MATIC+」のステーションワゴン、「メルセデスAMG E63 4MATIC（セダン・ステーションワゴン）」、並びに、「メルセデスAMG E63 S 4MATIC+ Edition 1」を発表（同日より予約注文開始、9月上旬より順次納車開始）。「メルセデスAMG E63 S 4MATIC+ Edition 1」は、「メルセデスAMG E63 S 4MATIC+」のセダンをベースに、外観はボディカラーに「designoナイトブラックマグノ」を設定し、ハイグロスブラックの専用エクステリアパーツ「AMGナイトパッケージ」を組み合わせて全面ブラックで統一。内装は外観同様ブラック基調とし、随所にイエローアクセントを配した。12月22日までの期間限定受付で、受注生産となる。
2017年9月26日
日本市場で「E220d 4MATIC All-Terrein（オールテレイン）」を発売。ステーションワゴンの派生モデルとして設定されるメルセデス・ベンツ初のクロスオーバーモデルで、ステーションワゴンに比べてボディサイズを全長と全幅で各10mm、全高で30mmそれぞれ拡大、最低地上高を25mm高くしており、外観もメルセデスのSUVモデルと同じように2本のフィンをあしらったラジエーターグリルをはじめ、前後バンパー下部にシルバークロームアンダーライドガードやブラックのホイールアーチカバーを装備し、アルミホイールは専用の19インチ10スポークアルミホイールを採用した。 なお、5代目Eクラスでは唯一となる、4WDクリーンディーゼルモデルとなる。
2018年1月19日
日本市場でカブリオレのフルモデルチェンジが発表され、同日より注文受付が開始された（納車は同年3月より開始）。
2018年2月5日
日本市場でクーペの一部改良が発表され、同日より販売が開始された。装備面においてテレマティクスサービス「Mercedes me connect」を全モデルに標準装備されたほか、ボディカラーや内装色において追加設定が行われた。
2018年8月22日
日本市場で一部改良が発表され、同日より発売された。「E400 4MATIC」に替わり「E450 4MATIC」を追加（セダンとステーションワゴンは「E450 4MATIC エクスクルーシブ」として設定）。エンジンは「E400 MATIC」に搭載されていたM276型から排気量を3.0Lにダウンサイジングしつつ、最高出力を34PS、最大トルクを20N・mそれぞれ向上されたV型6気筒の276M30型に換装されたほか、セダンとステーションワゴンは18インチ5スポークアルミホイールが採用された。また、ステアリングのデザインが変更され、タッチコントロールボタンや「アクティブディスタンスアシスト・ディストロニック（自動再発進機能付）」の操作スイッチを備えた。セダンとステーションワゴンの「E200 アバンギャルド」・「E200 4MATIC アバンギャルド」・「E220 d アバンギャルド」・「E250 アバンギャルド スポーツ」及びセダンの「E350 e アバンギャルド スポーツ」は従来オプション設定だった本革シートが標準設定となり、Eクラス全モデルが本革シートとなった。クーペとカブリオレはCLSにも採用されているイルミネーテッドエアアウトレット（前席）が採用されエアコン噴き出し口がLEDアンビエントライトで64色で光るようになった（セダンは変更されず）。クーペに装備されていたリモートパーキングアシストが廃止となり、代わりにワイヤレスチャージングが追加された。
2018年9月6日
日本市場でISG搭載AMGモデル「メルセデスAMG E53 4MATIC+」が発表され、注文受付が開始された。Eクラスに設定の全ボディタイプ（セダン・ステーションワゴン・クーペ・カブリオレ）に用意されており、セダンとステーションワゴンは9月以降・クーペとカブリオレは11月以降の納車となる。なお、セダンとステーションワゴンに設定されていた「メルセデスAMG E43 4MATIC」は廃止された。
2019年3月22日
日本市場でセダンとステーションワゴンの「E200 アバンギャルド」と「E200 4MATIC アバンギャルド」を一部改良し、「E300 アバンギャルド スポーツ」の追加を発表。同日より注文受付が開始された。納車は6月以降開始される。「E200 アバンギャルド」と「E200 4MATIC アバンギャルド」はスターターとジェネレーターの機能を兼ねるモーター「BSG（ベルトドリブン・スターター・ジェネレーター）」と「48V電気システム」を新たに搭載。回生ブレーキなどによって発電された電気をリチウムイオン電池に蓄電し、エンジン始動時の振動の低減、加速やギアシフトの際に必要に応じてクランクシャフトに作用する動力の補助が行われるほか、ウォーターポンプが電動化された。 「E300 アバンギャルド スポーツ」は「E200」と同じM264型でも2.0Lの直噴仕様が採用されており、「E250」に比べて最高出力・最大トルク共に向上されている。
2019年10月7日
日本市場でクーペとカブリオレの「E200」・「E200 スポーツ」・「E300 スポーツ」の一部改良が発表され、同日より発売された。「E200」と「E200 スポーツ」は前述したセダンやステーションワゴン同様に「BSG」と「48V電気システム」が搭載された。「E300 スポーツ」は従来型の「E300 クーペ スポーツ」に比べ最高出力が13PS向上された。また、カブリオレモデルの「E300 カブリオレ スポーツ」が新たに設定された。
2019年10月24日
日本市場でセダンのプラグインハイブリッド車「E350 e アバンギャルド スポーツ」が一部改良され、日本国内の乗用車で初となるディーゼル・プラグインハイブリッド車「E350 de アバンギャルド スポーツ」を発表。同日より注文受付が開始された。納車は12月以降開始される。
「E350 de アバンギャルド スポーツ」はDPFとSCR触媒コンバーターを統合した選択触媒還元法コーティング付粒子状物質除去フィルター「sDPF」を採用した2.0L直列4気筒クリーンディーゼルターボエンジンOM654型をはじめ、電気モーターとリチウムイオンバッテリーも搭載することで、近距離では電気モーター、長距離ではクリーンディーゼルエンジンとそれぞれの単独運転が可能で、低振動・低騒音とスムーズな加速を両立する「ハイブリッドモード」も搭載されている。
「E350 e アバンギャルド スポーツ」は電気モーターを「E350 de アバンギャルド スポーツ」と同型に換装されたことで、システム総合の最高出力が従来型より34PS（25kW）向上されて320PS（235kW）に、最大トルクは従来型より150Nm向上され、「E350 de アバンギャルド スポーツ」と同じ700Nmとなった。
2020年3月31日
日本市場で特別仕様車「ローレウスエディション」を追加、および、セダンとステーションワゴンの「E300 アバンギャルド スポーツ」の一部改良が発表され、注文受付が開始された。納車は4月以降開始される。
「ローレウスエディション」はセダン及びステーションワゴンに設定されている「E200 アバンギャルド」、「E200 4MATIC アバンギャルド」、「E220 d アバンギャルド」、クロスオーバーモデルの「E220 d 4MATIC オールテレイン」がそれぞれベースとなっている。セダンとステーションワゴンにはAMGスタイリングパッケージ、ワイヤレスチャージング機能、ヘッドアップディスプレイが標準装備されたほか、ナッパレザー内装やシートヒーター（後席）、ハイエンドオーディオメーカーのブルメスター社との共同開発によるBurmesterサウランドサウンドシステムなどで構成された「エクスクルーシブパッケージ」をオプション設定。また、センターコンソールには「Laureus」のロゴがデザインされたバッジが装着される。また、「パノラミックスライディングルーフ」はステーションワゴンに標準装備、セダンにオプション設定された。「E220 d 4MATIC オールテレイン ローレウスエディション」は外観に専用デザインのハイグロスブラック19インチマルチツインスポークアルミホイール、内装にはブラックアッシュウッド（マット）のインテリアトリムとセンターコンソールを設定し、ワイヤレスチャージング機能とステアリングヒーターが標準装備された。なお、「ローレウスエディション」の売上の一部は「ローレウス・スポーツ・フォー・グッド財団」へ寄付され、日本国内におけるローレウスの活動支援に充てられる。「E300 アバンギャルド スポーツ」の一部改良では、従来クロームだったラジエーターグリル、フロントエプロン（フロントスプリッター）、19インチホイール、ルーフレール（ステーションワゴンのみ）、従来ボディ同色だったドアミラーハウジングがそれぞれハイグロスブラックへ変更された。
2020年9月10日
日本仕様のセダン・ステーションワゴン・オールテレインをマイナーチェンジ。外装デザインが大きく変更され、ハンドルの形状の変わった。V6エンジンが廃止され、直列6気筒エンジンがラインナップに追加された。
フロントバンパーの外観はヘッドライトで上下方向に薄く、わずかに切れ上がるデザインに変更され、セダン・ステーションワゴンの「スポーツ」モデルにAMGラインエクステリアが標準装備されたほか、「E450 4MATIC エクスクルーシブ」は「スリーポインテッド・スター」が輝くボンネットマスコットが採用され、ラジエーターグリルはゆるやかな多角形に、フロントバンパー下部にはクローム仕上げを施した。「スポーツ」モデルではラジエーターグリルは下部が広がる台形となり、ダイヤモンドグリルをクロームで仕上げた。セダンはリアデザインも刷新され、リアコンビネーションランプは2分割型となった。
内装では、ステアリングホイールが「スポーツ」モデルとメルセデスAMGモデルには3本ツインスポーク、「E450 4MATIC エクスクルーシブ」にはブラックアウトスポークを採用。「E200」と「E220 d」はセンターコンソールにウッドトリムが採用された。対話型インフォテインメントシステム「MBUX」を採用したほか、日本国内で販売される乗用車で初となるARナビゲーションも採用された。
安全面では、歩行者・飛び出し・右折時の対向車の検知に対応した「アクティブブレーキアシスト」を装備したほか、停車時にドアを開けようとする際、時速2km/h以上で後方から歩行者・自転車・自動車が近づいてきたときにドアミラー外側にある警告表示灯が赤く点灯し、さらに、ドライバーがドアハンドルに手をかけた場合に音と表示で警告する機能も装備された。
ラインアップは、セダン・ステーションワゴン共通で1.5L直4ターボエンジンのM264型+BSG+48V電気システムを採用する「E200 スポーツ」、「E200 4MATIC スポーツ」、M264型の2.0L仕様を搭載する「E300 スポーツ」、3.0L直6エンジンのM256型+ISG+48V電気システムを採用する「E450 4MATIC エクスクルーシブ」、2.0L直4クリーンディーゼルエンジンを搭載する「E220 d」、M256型エンジン+ISG+48V電気システムに電動スーパーチャージャーも搭載した「Mercedes-AMG E53 4MATIC+」、4.0L V8直噴ツインターボエンジン M177型を搭載するメルセデスAMGのトップパフォーマンスモデル「Mercedes-AMG E63 S 4MATIC+」の7モデルを設定し、セダンには2.0L直4ターボエンジンのM274型にモーターを組み合わせた「E350 e スポーツ」と「E220 d」と同仕様のエンジンにモーターを組み合わせた日本で唯一のクリーンディーゼルプラグインハイブリッド車「E350 de スポーツ」も設定。オールテレインはディーゼルエンジンを搭載する「E220 d オールテレイン」のみが設定される。
発表時点で型式取得がされている「E200 スポーツ」と「Mercedes-AMG E53 4MATIC+」は「平成30年排出ガス基準25%低減レベル（☆☆☆）」認定を取得している。
2020年10月5日
日本仕様のクーペとカブリオレをマイナーチェンジ。改良点は、先行でマイナーチェンジされたセダン・ステーションワゴン・オールテレインにほぼ準じる。ラインアップはクーペ・カブリオレ共通で、1.5L直4ターボエンジンのM264型+BSG+48V電気システムを採用する「E200 スポーツ」、M264型の2.0L仕様を搭載する「E300 スポーツ」、3.0L直6エンジンのM256型+ISG+48V電気システムを採用する「E450 4MATIC スポーツ」、M256型エンジン+ISG+48V電気システムに電動スーパーチャージャーも搭載した四輪駆動仕様のAMGモデル「Mercedes-AMG E53 4MATIC+」の4モデルが設定される。発表時点で型式取得がされている「E300 スポーツ」は「平成30年排出ガス基準50%低減レベル（☆☆☆☆）」、「E200 スポーツ」と「Mercedes-AMG E53 4MATIC+」は「同25%低減レベル（☆☆☆）」認定をそれぞれ取得している。
2021年9月3日
一部仕様変更（同月配車分から順次適用）。クーペとカブリオレの「E 450 Sports」を除く"Sports"モデルにMercedes-Benzロゴ付ブレーキキャリパー&ドリルドベンチレーティッドディスク（フロント）、クーペとカブリオレの「Mercedes-AMG E53 4MATIC+」にAMGドライブコントロールスイッチがそれぞれ標準装備された一方、ランフラットタイヤ（"Sports"モデルに設定）、MBUX ARナビゲーション、フットトランクオープナー（トランク自動開閉機能、E 300以上のクーペ・カブリオレに設定）などの一部の装備の標準装備並びにオプション設定を停止。また、原材料費の高騰などに対応するため、メーカー希望小売価格が改定された。
2022年12月13日
12Vバッテリーの固定方法が不適切で、事故などの衝突時の負荷に耐えられない可能性があるため、リコールを国土交通省に届出。
2022年12月22日
「Mercedes-AMG E 63 S 4MATIC+ Final Edition」を発表。「Mercedes-AMG E 63 S 4MATIC+」をベースに、外観はボディカラーにグラファイトグレーマグノが特別設定されるほか、20インチAMGクロススポークアルミホイール（鍛造）、AMGロゴプロジェクター、AMGエンブレム（Cピラー）などを装備。内装はセンターコンソールにシリアルナンバーの代わりとなる専用バッジ「FINAL EDITION 1 of 999」が装着され、内装色にイエローステッチが施されたチタニウムグレーパールとブラックのナッパレザーを採用。同じくイエローステッチが入ったAMGパフォーマンスステアリングなどが装備された。
世界限定999台のうち、日本には50台（右ハンドル仕様・左ハンドル仕様各25台ずつ）限定で販売される。

## グレード
以下、2020年10月現在の日本導入モデル（後期モデル）のリストである。前期モデルの搭載エンジンリストは英語版のw:Mercedes-Benz_E-Class_(W213)#Drivetrain_(2016–2020)を参照のこと。
| グレード一覧 | グレード一覧 | グレード一覧 | グレード一覧                             | グレード一覧                              | グレード一覧   | グレード一覧                              | グレード一覧              | グレード一覧 |
| グレード | 排気量       | エンジン型式 | エンジン型式                             | 電動機型式                                | 電動機型式     | 最高出力・最大トルク                      | 変速機                    | 駆動方式     |
| --- | ------------ | ------------ | ---------------------------------------- | ----------------------------------------- | -------------- | ----------------------------------------- | ------------------------- | ------------ |
| E200 スポーツ E200 ステーションワゴン スポーツ E200 クーペ スポーツ E200 カブリオレ スポーツ                                                 | 1.5L         | M264型       | DOHC 直列4気筒 ターボチャージャー付      | EM0018型                                  | 交流同期電動機 | エンジン 184PS/28.6kg・m 電動機 3.9kg・m  | 9G-TRONIC (トルコン9速AT) | FR           |
| E200 4MATIC スポーツ E200 4MATIC ステーションワゴン スポーツ                                                                                 | 1.5L         | M264型       | DOHC 直列4気筒 ターボチャージャー付      |                                           |                | 184PS/28.6kg・m                           | 9G-TRONIC (トルコン9速AT) | 4WD          |
| E220 d スポーツ E220 d ステーションワゴン スポーツ                                                                                           | 2.0L         | OM654型      | DOHC 直列4気筒 ターボチャージャー付      | 194PS/40.8kg・m                           | FR             |                                           | 9G-TRONIC (トルコン9速AT) |              |
| E220 d 4MATIC オールテレイン | 2.0L         | OM654型      | DOHC 直列4気筒 ターボチャージャー付      | 194PS/40.8kg・m                           | 4WD            |                                           | 9G-TRONIC (トルコン9速AT) |              |
| E300 スポーツ E300 ステーションワゴン スポーツ E300 クーペ スポーツ E300 カブリオレ スポーツ                                                 | 2.0L         | M264M20型    | DOHC 直列4気筒 ターボチャージャー付      | 258PS/37.7kg・m                           | FR             |                                           | 9G-TRONIC (トルコン9速AT) |              |
| E350 e スポーツ | 2.0L         | M274型       | DOHC 直列4気筒 ターボチャージャー付      | エンジン 211PS/35.7kg・m 電動機 45.9kg・m | FR             |                                           | 9G-TRONIC (トルコン9速AT) |              |
| E350 de スポーツ | 2.0L         | OM654型      | DOHC 直列4気筒 ターボチャージャー付      | エンジン 194PS/40.8kg・m 電動機 45.9kg・m | FR             |                                           | 9G-TRONIC (トルコン9速AT) |              |
| E450 4MATIC エクスクルーシブ E450 4MATIC ステーションワゴン エクスクルーシブ                                                                 | 3.0L         | M256型       | DOHC 直列6気筒 ターボチャージャー付      | EM0014型                                  | 交流同期電動機 | エンジン 367PS/51.0kg・m 電動機 25.5kg・m | 9G-TRONIC (トルコン9速AT) | 4WD          |
| E450 4MATIC クーペ スポーツ E450 4MATIC カブリオレ スポーツ                                                                                  | 3.0L         | M256型       | DOHC 直列6気筒 ターボチャージャー付      | EM0014型                                  | 交流同期電動機 | エンジン 367PS/51.0kg・m 電動機 25.5kg・m | 9G-TRONIC (トルコン9速AT) | 4WD          |
| Mercedes-AMG E53 4MACIC + Mercedes-AMG E53 4MACIC + ステーションワゴン Mercedes-AMG E53 4MACIC + クーペ Mercedes-AMG E53 4MACIC + カブリオレ | 3.0L         | M256型       | DOHC 直列6気筒 ターボチャージャー付      | EM0014型                                  | 交流同期電動機 | エンジン 435PS/53.0kg・m 電動機 25.5kg・m | 9G-TRONIC (トルコン9速AT) | 4WD          |
| Mercedes-AMG E63 S 4MATIC + Mercedes-AMG E63 S 4MATIC + ステーションワゴン                                                                   | 4.0L         | M177型       | DOHC V型8気筒 ツインターボチャージャー付 |                                           |                | 612PS/86.7kg・m                           | 9G-TRONIC (トルコン9速AT) | 4WD          |

## ロングバージョン
中国では、中国市場限定のグレードとして、現地生産されているE200 L、E200 L 4MATIC、E300 L、E320 L 4MATICなど、通常の車体のホイールベースを140mm延長したロングバージョンが販売されており、AMG E43以外に標準バージョンの販売は行われていない。これら中国専用のEクラスは6ライトウインドウ化され、マイバッハ風のシルエットが与えられており、100mm以上拡大された後席にはリクライニング機構などが追加されている。
インドではE200、E220 d、E350 dとして、全長を80mmほど伸ばし中国向けと同様に6ライトウインドウ化された仕様が販売されている。これらインド仕様のロングバージョンにLは付かないが、中国仕様同様に後席リクライニング機構を追加装備するなど後席の居住空間や快適性を重視した仕様となっている。